# Valparaíso, Caquetá
Valparaíso är en ort i Colombia.   Den ligger i departementet Caquetá, i den sydvästra delen av landet, 400 km söder om huvudstaden Bogotá. Valparaíso ligger 229 meter över havet och antalet invånare är 3 767.
Terrängen runt Valparaíso är platt. Runt Valparaíso är det ganska glesbefolkat, med 21 invånare per kvadratkilometer. Det finns inga andra samhällen i närheten. Omgivningarna runt Valparaíso är huvudsakligen savann.